# ديفيد بليك (ضابط)
ديفيد بليك (بالإنجليزية: David Blake)‏ هو ضابط أسترالي، ولد في 10 نوفمبر 1887 في Parramatta ‏ في أستراليا، وتوفي في 6 مارس 1965 في نيوتاون ‏ في أستراليا.